# American Anglican Council
Der American Anglican Council ist eine Gruppe konservativer Bischöfe, Priester und Laien in der Episcopal Church in the USA und der Anglican Church in North America, die seit 1996 besteht. Er versteht sich als Lobbygruppe in Opposition zu der derzeitigen Kirchenführung und verteidigt Standpunkte, denen er den Begriff „Orthodoxie“ beimisst.

## Standpunkte
Der AAC vertritt den Standpunkt, “Christian mission is rooted in unchanging biblical revelation”. Derzeit sieht er “specific challenges to authentic faith and holiness […] which require thoughtful and vigorous response”. Zu solchen Herausforderungen gehören seiner Meinung nach moralischer Relativismus, das Fehlen christlicher ethischer Prinzipien in der amerikanischen Öffentlichkeit, Abtreibung, ungewollte Schwangerschaft, Sterbehilfe, sowie Fragen der Sexualethik. Zu seiner Vorstellung von „Orthodoxie“ gehört unter anderem, dass Sexualität nur in einem heterosexuellen Zusammenhang (einer verschiedengeschlechtliche Ehe) dem Makel der Sündhaftigkeit entgehen kann.

## Kontroversen
Obwohl der AAC sich in seiner Selbstdarstellung als eine Reform der Episcopal Church darstellt, glauben andere, dass das letztendliche Ziel eine „Neugliederung“ des Anglikanismus sei, bei der die Episcopal Church aus der anglikanischen Gemeinschaft ausscheiden würde und das AAC den Kern einer Ersatzjurisdiktion der anglikanischen Kirchen in den USA bilden würde. Letztere Ansicht wird durch eine Strategiememo unterstützt, die an die Presse gelangte, und die von Geoff Chapman, einem episkopalen Priester, im Namen des AAC geschrieben wurde, in der ein detaillierter Aktionsplan dargelegt wird.
Der American Anglican Council unterhält enge Kontakte zu zahlreichen konservativen anglikanischen Gruppierungen, u. a. Anglican Mainstream, Anglican Communion Institute, Convocation for Anglicans in North America, und Global South Anglican. Er arbeitet auch eng mit dem Institute on Religion and Democracy zusammen, einer rechtsgerichteten Organisation, die den Versuch unternimmt, die Innen- und Außenpolitik der USA zu beeinflussen, sowie christliche Mainline-Denominationen so zu reformieren, dass sie stärker in Einklang werden mit den konservativen politischen und religiösen Ansichten des Instituts gebracht werden. So teilten beide Organisationen die gleichen Büroräume von 1999 bis 2005, und Bischof James Stanton von Dallas, einer der Gründer des AAC, war auch Mitglied im Aufsichtsrat des IRD.